# Добіжа Вадим Дмитрович
Вадим Дмитрович Добіжа (26 лютого 1941 — 29 січня 2023) — радянський і український тренер, заслужений тренер Української РСР (1979) з футболу.

## Біографія

### Ранні роки
Народився 26 лютого 1941 року в кримському військовому містечку Сарабуз (нині — Гвардійське) в сім'ї військового льотчика. Під час радянсько-німецької війни, після загибелі батька, сім'я Вадима переїхала в Ворошиловград (нині — Луганськ), де в будинку на вулиці Ворошилова, 110 (біля 2-ї міськлікарні) проживали батьки матері.
Поруч було доглянуте зелене поле, де Вадим грав з 7 років. Займався під опікою Григорія Макарашвілі, гравця луганських команд «Динамо» і «Трудові резерви». Ще одним місцем для тренувань і змагань було поле в селищі Вергунка, на місці нинішнього розворотного трамвайного кільця, де з дітьми займався Борис Путілін. У віці 12 років Добіжу з Олегом Пилипенко взяв в групу підготовки Петро Кузьмич Буянов. Він і Олександр Семенович Ільїнов вели секцію футболу на стадіоні «Авангард». Пробував свої сили в дорослій команді майстрів «Трудові резерви» (Луганськ), але пробитися було неможливо. У той час виступали такі відомі майстри як Анатолій Родін, Дмитро Костенко, Валерій Галустов, Олександр Гулевський та інші.

### Ігрова кар'єра
У 1960 році на зборах в Орджонікідзе на Добіжу звернули увагу тренери запорізької команди «Будівельник». Буянов, дізнавшись про запрошення в «Будівельник», сказав Добіжі: «У Луганську на твоїй позиції грають Родін і Костенко, через них не пройдеш в основу, їдь в Запоріжжя». Перебуваючи у розташуванні «Будівельника», її тренер Алейников отримав пропозицію про проведення товариських ігор з ленінградським «Динамо», яке поверталося додому з Ялти через Запоріжжя. Перша гра завершилася з рахунком 2:0, обидва голи забив Добіжа. Результат повторної гри — 2:1, один з м'ячів знову забив Вадим. Після гри старший тренер «Динамо» Василь Михайлович Лотков запропонував Добіжі грати в його команді, пообіцявши вступ без іспитів на перший курс інституту фізкультури і спорту імені П. Ф. Лесгафта і квартиру в Північній Пальмірі. У 1961 році, по приїзду футболіста зустріли, провели екскурсію по столиці колишньої Російської імперії. Швидко вирішилося питання з житлом. Добіжа пройшов з динамівцями підготовку. Граючи у складі ленінградського «Динамо» в Калінінграді в матчі на Кубок СРСР Вадим Добіжа отримав важку травму ноги — повний розрив м'язів. Півроку лікувався на Фонтанці. Весь цей час відвідував заняття в інституті, втягнувся, старанно осягав теорію, методику і організацію фізкультурного виховання. Незабаром зрозумів, що з ігровою кар'єрою покінчено. Заради приробітку, грав за команди «Адміралтеєць», «Більшовик» і ін.
У 1965 році Добіжу призвали в армію, зарахували в СКА (Ленінград), що виступала в першості зони РРФСР (аналог Другої ліги). Після демобілізації відновився в інституті. У 1968 році отримав диплом з відзнакою. Тема дипломної роботи — «Про розвиток тактики футболу на сучасному етапі». Розподіл на постійну роботу отримав в місті Липецьк.

### Тренерська робота
В подальшу долю молодого фахівця втрутився Герман Семенович Зонін, який їхав в Україну очолювати ворошиловградську «Зорю». Він запропонував Добіжі поїхати з ним, оскільки мати і брат Вадима проживали в Ворошиловграді. Зонин задіяв свої зв'язки і після дзвінка з Москви Добіжі дозволили працювати тренером дублерів «Зорі». По приїзду на місце роботи і знайомства з командою до Зоніна підійшов Б. В. Фомічов, який заснував СДЮШ «Зоря», і разом з В.Коваленком та Є.Двурєчєнським навчали юнаків азам футболу. Борис Васильович сказав, що Добіжа єдиний в Луганську тренер з вищою спеціальною освітою, яких в сучасних методиках потребують викладачі футбольної школи.
Зустрівся з керівництвом управління фізкультурою і спортом і потім був прийнятий першим секретарем обкому КПУ Володимиром Шевченком, який побажав ефективно застосувати знання, отримані в інституті, і запевнив, що можна розраховувати на його підтримку. Через 10 днів Добіжа отримав ордер на вселення в квартиру в новому будинку на вулиці Демьохіна, оскільки приїхав він до Луганська з дружиною. Тренувати довелося групи різного віку, методом підряду.
Восени 1970 року команда Першої ліги «Шахтар» (Кадіївка) залишилася без тренера. Мене Шевченко зобов'язав врятувати стахановців від пониження в класі. За три місяці Добіжа укомплектував команду, потім на збори в Масандрі прибув Олег Базилевич як старший тренер, а Вадим Дмитрович став другим, почали награвати зв'язки, комбінації. Раптом дзвінок з Ворошиловграда з проханням: Терміново з'явитися в обком. Доручили тренувати «Хімік» (Сєвєродонецьк). У Сєвєродонецьку провів сезон.
Взимку відбув у відпустку. Там дізнався про нове призначення — на посаду старшого тренера відділення футболу новоствореного спортінтернату. Першими в Радянському Союзі в містах Ворошиловграді, Києві, Львові та Харкові восени 1971 року створюються інтернати спортивного профілю для зосередження перспективної молоді, яка проживає у віддалених містах, районах і сільській глибинці. За рахунок держави учням гарантуються середню освіту, заняття спортом, харчування та проживання. Не було бази, а треба було освоїти бюджетні кошти за 3 місяці. Велику організаційну роботу провів Є. Г. Цахоєв щодо забезпечення інвентарем, кадрами і т. ін. До цього на тому місці діяв звичайний інтернат, який мав підсобне господарство. Коли його вивезли, умов для спортивних занять не було. Використовували для футболу одне земляне поле розміром 75 на 50 метрів. За допомогою батьків викорчували, розширили і вирівняли галявину, а тренерам довелося засівати її травою, поливати, косити і вести догляд.
За сумісництвом працював тренером збірної: оскільки їх вихованці щорічно викликалися в різні збірні республіки і Союзу, поклали обов'язки — тренувати юнаків збірної УРСР на громадських засадах. У лютому 1979 роки Добіжа перебував в Самарканді, на іграх на Кубок СРСР. Микита Симонян, що тренував одеський «Чорноморець», підійшов до Вадима зі словами: «Накривай стіл. Прийшла телеграма з Москви. З орденом тебе вітаємо». Приводом для присвоєння Добіжі «Заслуженого тренера УРСР» стала підготовка для збірної Союзу нападника Валерія Зубенка, який став срібним призером чемпіонату світу серед юнаків у Японії, але через травму рано закінчив з футболом.
Згодом працював асистентом у клубах «Шахтар» (Кадіївка) та «Хімік» (Сєвєродонецьк). Багато років працював тренером у Луганському спортінтернаті і виховав не одне покоління футболістів, серед яких гравці збірної СРСР Сергій Андрєєв, Олександр Бережний, Олександр Заваров, збірної Росії: Сергій Юран, Сергій Семак, збірної України: Сергій Погодін, Тимерлан Гусейнов та ін.
З 1972 по 1979 роки Добіжа був тренером юнацької збірної Української РСР. В «Зорю» прийшов в 1980 році. Головним тренером команди був у 1980-81, 1986—1988, з 1988 по 2000-й рік і в 2001 році. Під його керівництвом «Зоря» ставала чемпіоном Української РСР 1986 року і завоювала путівку в першу лігу. Серед головних тренерів, які очолюють луганську «Зорю», має найбільший показник за кількістю проведених матчів — 242.
З 2002 по 2005 роки тренував підмосковне «Торпедо-РГ» і «Волгу» (Твер).
У квітні 2006 року на запрошення Олександра Стародубцева очолив естонський клуб «Калев» (Сілламяе), який виступав на той момент у другій лізі Естонії. Після виходу команди в першу лігу під керівництвом Добіжи, «Калев» завоював право виступати в сезоні 2008 року у вищій лізі естонського футболу., де «Калев» посів 6-е місце. З 2009 року тренер дублюючого складу та молодіжних команд клубу. Також 2010 року недовго очолював клуб «Лоотус».
Влітку 2014 року знову очолив першу команду «Калева», яка в липні почала виступати в Лізі Європи і виграла вперше в своїй історії матч єврокубку в рамках першого відбіркового раунду Ліги Європи у фінської «Гонки» (2:1). Програвши у другій грі 2:3, українських фахівець вивів команду до наступного раунду, де естонська команда була розгромлена російським «Краснодаром» (0:4, 0:5).
В подальшому знову працював у структурі «Калева», а в квітні 2017 року втретє став головним тренером команди, де пропрацював до вересня, після чого покинув посаду і був замінений на співвітчизника Ірфана Аметова.
29 січня 2023 року стало відомо, що Вадим Добіжа помер у Сілламяе.

## Досягнення
- Чемпіон Української РСР: 1986
- Срібний призер Другої ліги Естонії: 2006
- Бронзовий призер Першої ліги Естонії: 2007
- У 1978 році нагороджений орденом Трудового Червоного Прапора[7].

## Сім'я
Батько Дмитро Опанасович, 1919 р.н., був льотчиком і загинув в 1941 році при обороні Севастополя. Мати Толмачова Ганна Тимофіївна, 1921 р.н., уродженка Луганська, працювала на заводі «ОР» табельницею. Брат, 1939 р.н., був боксером, похований у м. Надим.